# Сюгоро Ямамото
Сюгоро Ямамото (яп. 山本 周五郎 Ямамото Сю:горо:, 22 июня 1903 года — 14 февраля 1967 года); настоящее имя — Сатому Симидзу (яп. 清水 三十六 Симидзу Сатому) — японский писатель
, который активно работал в течение периода Сёвы. Он публиковался также под четырнадцатью другими псевдонимами.

## Биография
Ямамото родился 22 июня 1903 года в поселении, которое сейчас является городом Оцуки, в японской префектуре Яманаси в бедной семье. Отсутствие денег заставило его бросить школу, но он продолжал образование самостоятельно, используя букинистическую книжную лавку, над которой в то время он жил. Она принадлежала его родственнику и именно его имя писатель взял как псевдоним.

## Литературная карьера
Первое небольшое повествование Ямамото «Sumadera fukin» и пьеса в три акта «Horinji iki» были опубликованы в 1926 году. Его ранние работы были предназначены преимущественно для детей. В 1932 году он начал писать рассказы для взрослых, но они не были оценены литературной публикой, поэтому он продолжил публиковать популярные детективные и приключенческие рассказы для подростков. Это серия коротких рассказов о самураях (1940—1945) и исторические повести о выдающихся женщинах (1942—1945). Обе темы были очень популярны в милитаристской Японии.
В послевоенное время Сюгоро Ямамото продолжил писать на исторические темы: «Пихты остались» (1954—1958) и «Цветочный ковер». Книги писателя отличаются симпатией к беднякам и неудачникам, неприязнью к чиновникам и глубоким уважением к традициям. Его «Жизнь великих японских женщин» была номинирована на 17-ю Премию Наоки, одну из самых престижных японских литературных премий, но Сюгоро отказался её получать, скромно утверждая, что не считает эту «популярную писанину» «литературой».
Многие из работ Сюгоро Ямамото были экранизированы (в частности, по его одноимённому роману Акира Куросава в 1965 году поставил фильм «Красная борода», а по сборнику рассказов «Квартал без солнца» — фильм «Под стук трамвайных колёс», 1970).
Сюгоро Ямамото умер в Иокогаме 14 февраля 1967 года от острой пневмонии, похоронен на общественном кладбище в городе Камакура в префектуре Канагава (Япония).

## Наследие
Литературная премия имени Сюгоро Ямамото была основана в 1987 году. Она присуждается ежегодно за новые выдающиеся произведения художественной литературы. Победитель получает памятный подарок и миллион иен.

## Основные произведения
- «Жизнь великих японских женщин» (日本婦道記, 1942—1945)
- «Пихты остались» (樅ノ木は残った, 1954—1958)
- «Красная борода» (赤ひげ診療譚, 1958)
- «Рассказы голубой плоскодонки» (青べか物語, 1960)
- «Улицы без сезона» (季節のない街, 1962)
- «Сабу» (さぶ, 1963)